# 김익조
김익조(金益祚)는 조선 가선대부(嘉善大夫)를 지낸 인물로 김태현의 아버지이자 하의도 부자 김운식의 증조부이며 본관은 김해이며 대한민국 제15대 김대중 대통령의 고조부이다.